# Estació lunar 44
Estació lunar 44 (títol original: Moon 44) és una pel·lícula de ciència-ficció de l'Alemany de l'Oest dirigida per Roland Emmerich, estrenada l'any 1991. Ha estat doblada al català.

## Argument
El 2038, els recursos naturals de la Terra estan pràcticament exhaurits. La lluita és dura per apropiar-se dels últims minerals disponibles en altres planetes. Es creen corporacions multinacionals, però quan una d'elles, veu desaparèixer els seus robots, apel·la a presoners per defensar-la. Al si de l'equip de l'estació lunar 44, la tensió puja.

## Repartiment
- Michael Paré: Felix Stone
- Malcolm McDowell: Major Lee
- Lisa Eichhorn: Terry Morgan
- Dean Devlin: Tyler
- Brian Thompson: Jake O'Neal
- Stephen Geoffreys: Cookie
- Leon Rippy: Sergent Sykes
- Jochen Nickel: Scooter Bailey
- John March: Moose Haggerty
- Mechmed Yilmaz: Marc
- David Williamson: Gallagher
- Drew Lucas: Riffle